# Ашикоди, Мозес
Мозес Ашикоди (англ. Moses Ashikodi, 27 июня 1987, Лагос) — футболист, нападающий. Выступал за сборную Антигуа и Барбуда.

## Игровая карьера

### «Милуолл»
Ашикоди, дебютировав 22 февраля 2003 года за «Миллуолл» в возрасте 15 лет и 240 дней, стал самым молодым игроком этого клуба, когда либо выходившим на поле. До конца сезона 2002/03 Мозес принял участие ещё в 4 играх.
Карьера Ашикоди в «Миллуолле» завершилась в феврале 2004 после инцидента на тренировке, когда он угрожал одноклубнику пластиковым ножом. Клуб провел собственное расследование по данному факту, по итогам которого, 29 апреля контракт с молодым нападающим был расторгнут.

### «Вест Хэм»
5 августа 2004 Мозес подписал 2-летний контракт с «Вест Хэм Юнайтед», выступавшим в тот момент в Чемпионшипе. За основной состав «молотобойцев» Ашикоди не провел ни одной игры, и был отдан в аренду в «Джиллингем», за который провел 4 матча, выходя на замену.

### «Рейнджерс»
Зимой 2006 года Ашикоди перешёл в шотландский «Рейнджерс», подписав контракт до конца сезона. Свой первый, и как оказалось единственный матч в Шотландии, Мозес провел 23 апреля 2006 года, выйдя на замену в игре против «Селтика».

### «Уотфорд»
В январе 2007 Мозес перешёл в «Уотфорд», выступавший в Премьер лиге, подписав 2,5-годичный контракт. 6 января нападающий уже дебютировал за новый клуб в матче кубка Англии против «Стокпорта» и забил гол, ставший для него первым на профессиональном уровне.

## Аренды
Уже в марте 2007 Ашикоди был отправлен в аренду сроком на 1 месяц в «Брэдфорд Сити». Через 2 недели аренда была продлена до конца сезона. За «Брэдфорд» Мозес сыграл 8 матчей и забил 2 мяча. В матче против «Брайтона» Ашикоди сломал ногу, и был возвращен в «Уотфорд».

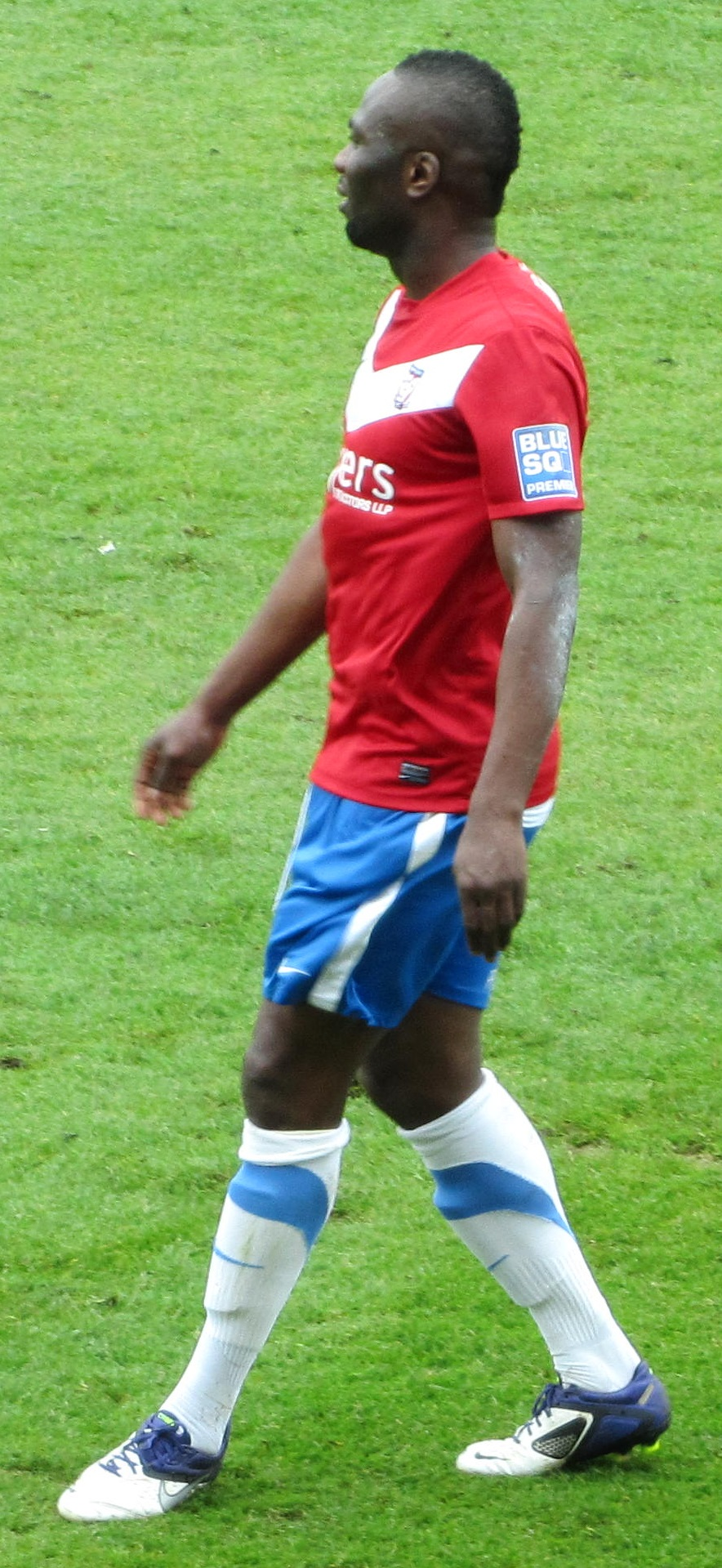
Ашикоди во время игры за Йорк Сити в 2012

После того, как нападающий восстановился от травмы, он был отдан в аренду в «Суиндон Таун» до конца сезона 2007/08. За «Суиндон» Ашикоди провел 10 игр, но вновь получил травму.
5 августа 2008 года Мозес был снова отдан в аренду, на этот раз в клуб Лиги 1, «Херефорд Юнайтед».

### «Шрусбери Таун»
После успешного просмотра, 27 февраля 2009 Мозес подписал контракт с «Шрусбери Таун» до конца сезона. За новый клуб Ашикоди дебютировал на следующий день в матче против «Маклсфилд Таун», выйдя на замену. 25 мая 2009 года контракт Мозеса закончился и он снова стал свободным агентом, за «Шрусбери Таун» Ашикоди провел 10 встреч и один раз отличился.

### Низшие дивизионы
В дальнейшем Ашикоди выступал за такие команды Национальной Конференции, как «Кеттеринг Таун», «Эббсфлит Юнайтед», «Йорк Сити».
3 июля 2012 Мозес вернулся в «Эббсфлит Юнайтед», в составе которого он уже выступал на протяжении сезона 2009/10.

## Карьера в сборной
Несмотря на то, что Ашикоди выступал за различные юношеские сборные Англии, в 2012 году Мозес принял предложение выступать за сборную Антигуа и Барбуда. Дебют в составе сборной пришёлся на игру отборочного турнира к Чемпионату мира 2014 против сборной Гватемалы.